# Puente cubierto Holliwell
El puente cubierto Holliwell (en inglés: Holliwell Covered Bridge) es un puente cubierto de madera situado en el condado de Madison de Iowa (Estados Unidos). Fue construido sobre el Middle River en 1880, y fue añadido al Registro Nacional de Lugares Históricos en 1976.
El puente ya no está en uso, pero fue renovado y restaurado en 1995 con un coste de 225 000 dólares (equivalentes a 450000 dólares en la actualidad). El puente aparece en la película Los puentes de Madison.